# Falces

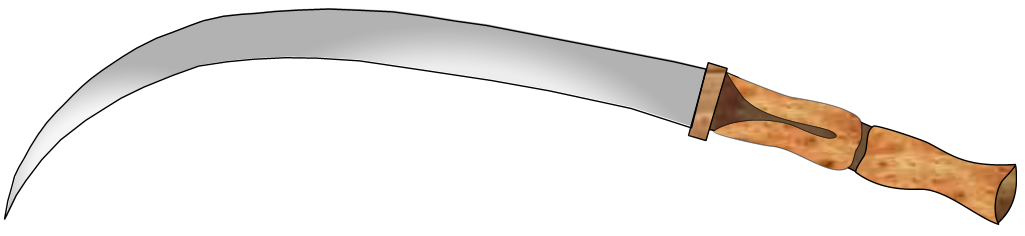
A falces

A falces (ejtsd: falcesz) vagy falx az ókorban használatos görbe élű sarlószerű vágószerszám.
A szó eredeti jelentése kertészkés, sarló, kasza. A régebbi időkben a gabona kalászát külön aratták le a falx messoriával, a szalmát pedig a falx foenerariával vágták le. A katonaság is alkalmazta a falcest. Erődítmények ostromakor a faltörő kos elejére erősítették, hogy a fal köveit kirángassa (falx muralis). A tengeri ütközetekben is alkalmazták a falxot. Hosszú rúdra kötözték és az ellenséges hajó kötélzetében tettek kárt. A keleti népek sarló alakú kardokat is használtak, valamint a harci szekerek oldalára illesztették (currus falcati, quadrigae falcatae), hogy az ellenség sorai közé berontva megbontsák annak alakzatát. A trák törzsek is előszeretettel használták a gyalogsági közelharcban.